# Хегер, Леош
Леош Хегер (чеш. Leoš Heger; 11 февраля 1948, Градец-Кралове, Чехословакия) — чешский политик, государственный деятель, министр здравоохранения в правительстве Нечаса (28 июня 2010 года — 17 июня 2013 года), доктор медицины, врач и педагог.

## Биография
Этнический немец.
Выпускник медицинского факультета Карлова университета. В 1990—1992 — заместитель декана университета по развитию и председатель Академического сената.
Л. Хегер стал доцентом по специальности радиология и получил научную степень кандидата наук, позже - доктора медицины. В 1991—1993 гг. работал в качестве главы Радиодиагностической клиники в Градец-Кралове.
В 1996—2009 — директор факультетской клиники в Градец-Кралове.
В 2010 году выдвинул свою кандидатуру в парламент.
С 2002 года — активный политик, представитель партии ODS (Гражданская демократическая партия). В 2008 году безуспешно баллотировался в Сенат в качестве независимого беспартийного кандидата в г. Градец-Кралове. На выборах 2010 году Хегер был избран членом Палаты депутатов Парламента Чешской Республики от партии ТОП 09 Краловеградецкого края.
В 2010—2013 годах — министр здравоохранения Чехии в правительстве П. Нечаса.
На посту министра здравоохранения Хегер разработал несколько реформ и законов, реагирующих на актуальную ситуацию и растущие расходы на здравоохранение. Одним из главных его приоритетов стала борьба с коррупцией.